# Championnat du Liban de football 2001-2002
Navigation
Saison précédente Saison suivante
La saison 2001-2002 du Championnat du Liban de football est la quarante-deuxième édition du championnat de première division au Liban. Les quatorze meilleurs clubs du pays sont regroupés au sein d'une poule unique où ils s'affrontent deux fois au cours de la saison, à domicile et à l'extérieur. En fin de saison, pour permettre le retour du championnat à 12 équipes, les quatre derniers du classement sont relégués et remplacés par les deux meilleurs clubs de deuxième division.
Après le scandale des matchs truqués qui a entraîné l'annulation de la saison précédente, la compétition a repris son cours normal cette année. C'est Nejmeh SC qui est sacré après avoir terminé en tête du classement final, avec un seul point d'avance sur Club Sagesse et deux sur Al Tadamon Tyr. C'est le quatrième titre de champion du Liban de l'histoire du club.

## Les clubs participants
| - Al Ansar - Safa Beyrouth - Salam Zgharta - Nejmeh SC - Club Sagesse - Homenmen Beyrouth - Al Borj - Promu de D2 | - Shabab Al Sahel - Racing Club de Beyrouth - Al Tadamon Tyr - Homenetmen Beyrouth - Al Ahly Sidon - Al Ahed Beyrouth - Promu de D2 - Akhaa Ahli Aley |

## Compétition

### Classement
Le barème utilisé pour établir le classement est le suivant :
- Victoire : 3 points
- Match nul : 1 point
- Défaite : 0 point

| Rang | Équipe                  | Pts | J  | G  | N  | P  | Bp | Bc | Diff |
| ---- | ----------------------- | --- | -- | -- | -- | -- | -- | -- | ---- |
| 1    | Nejmeh SC               | 61  | 26 | 18 | 7  | 1  | 61 | 24 | +37  |
| 2    | Club Sagesse            | 60  | 26 | 18 | 6  | 2  | 52 | 30 | +22  |
| 3    | Al Tadamon Tyr          | 59  | 26 | 17 | 8  | 1  | 59 | 16 | +43  |
| 4    | Shabab Al Sahel         | 49  | 26 | 15 | 4  | 7  | 43 | 27 | +16  |
| 5    | Safa Beyrouth           | 45  | 26 | 14 | 3  | 9  | 49 | 35 | +14  |
| 6    | Salam Zghorta           | 41  | 26 | 12 | 5  | 9  | 40 | 29 | +11  |
| 7    | Al BorjP                | 35  | 26 | 10 | 5  | 11 | 42 | 42 | 0    |
| 8    | Al AnsarC               | 34  | 26 | 8  | 10 | 8  | 31 | 28 | +3   |
| 9    | Al Ahed BeyrouthP       | 34  | 26 | 8  | 10 | 8  | 36 | 36 | 0    |
| 10   | Akhaa Ahli Aley         | 33  | 26 | 9  | 6  | 11 | 27 | 33 | -6   |
| 11   | Homenmen Beyrouth       | 29  | 26 | 8  | 5  | 13 | 32 | 45 | -13  |
| 12   | Homenetmen Beyrouth     | 9   | 26 | 1  | 6  | 19 | 18 | 48 | -30  |
| 13   | Al Ahly Sidon           | 9   | 26 | 2  | 3  | 21 | 20 | 64 | -44  |
| 14   | Racing Club de Beyrouth | 6   | 26 | 0  | 6  | 20 | 15 | 68 | -53  |

|  | Qualification pour la Ligue des champions de l'AFC 2003                |
|  | Relégation en deuxième division                                        |
|  | T : Tenant du titre C : Vainqueur de la Coupe du Liban P : Promu de D2 |

## Bilan de la saison
| Championnat du Liban de football 2001-2002                        |                         |
| Champion                                                          | Nejmeh SC (4e titre)    |
| Coupes et trophées                                                |                         |
| Vainqueur de la Coupe du Liban 2001-2002                          | Al Ansar                |
| Qualifications continentales                                      |                         |
| Ligue des champions de l'AFC 2003                                 | Nejmeh SC               |
| Ligue des champions de l'AFC 2003                                 | Al Ansar                |
| Promotions et relégations                                         |                         |
| Promus en Premier League                                          | Al Mabarrah Beyrouth    |
| Promus en Premier League                                          | Olympic Beyrouth        |
| Relégués en Championnat du Liban de football de deuxième division | Homenmen Beyrouth       |
| Relégués en Championnat du Liban de football de deuxième division | Homenetmen Beyrouth     |
| Relégués en Championnat du Liban de football de deuxième division | Al Ahly Sidon           |
| Relégués en Championnat du Liban de football de deuxième division | Racing Club de Beyrouth |